# A bajnok (színdarab)
A bajnok, Pintér Béla színdarabja, amelyet 2016. március 19-én mutattak be a Katona József Színházban. A darab ihletője, Giacomo Puccini A Köpeny című operájának zenéje, néhány taktus erejéig hallhatók a zeneszerző más operáinak híres áriái is. A bemutató előadás szereplői:  Rezes Judit, Nagy Ervin, Jordán Adél, Bezerédi Zoltán, Pálmai Anna, Elek Ferenc, Rajkai Zoltán. A darab zenei vezetője és a zongorakísérő Kéménczy Antal volt.

## Cselekmény
|  | Alább a cselekmény részletei következnek! |

Verőcsény negyedszerre is újraválasztott polgármestere feleségének döntenie kell: vagy szerelmét, a sportolónőt és a szabadságot, vagy a családját, addigi életét választja. Hosszú vívódás után az utóbbi mellett dönt.
|  | Itt a vége a cselekmény részletezésének! |

## Keletkezése
Az alkotót 2015-ben kérte fel Máté Gábor, a színház igazgatója, hogy rendezzen egy darabot az általa vezetett teátrumban. Először nemet akart mondani, de Puccini A köpeny című operáját hallgatva úgy döntött, hogy teljesen átírja a történetet és a librettót.
„Nem ismertem a magyar változatot, Puccini operáját mindig olasz nyelven hallottam, így semmi sem kötött, könnyedén be tudtam helyettesíteni az általam kitalált figurákat és helyzeteket. Később a magyar szöveget olvasva, teljesen egyértelművé vált számomra, hogy egyetlen mondatot sem akarok megtartani az eredetiből. Mivel a karaktereket, a helyszínt és a kort is gyökeresen megváltoztattam, a nyelvezet is ennek megfelelően alakult” – nyilatkozta Pintér Béla. A darabbal kapcsolatos kifogásként elhangzott, hogy története túlzottan hasonlít egy közszájon forgó pletykához.